# 群马大学工业短期大学部
群马大学工业短期大学部（日语：／ Gunma Daigaku Kōgyō Tanki Daigakubu *），简称工短，是过去一所位于日本群马县桐生市的国立短期大学。

## 概要

### 简介
- 群马大学工学系成立于1949年、短期大学为于1953年８月开办、9月开始招収男女学生[1]。以后招生到1989年、停办于1992年[2][3]。

### 历史
- 1953年 群马大学工业短期大学部成立并同时设置两个学科、以下列举。
  - 印染科第二部
  - 纺织科第二部
- 1958年 机械科第二部成立。
- 1959年 电机科第二部成立。
- 1965年 工业化学科第二部成立。纺织科第二部变更为纤维科第二部。
- 1969年 四个学科各自变更为、以下列举。
  - 印染科第二部⇒印染化学科第二部
  - 纤维科第二部⇒纤维工程学科第二部
  - 机械科第二部⇒机械工程学科第二部
  - 电机科第二部⇒电机工程学科
- 1975年 印染化学科第二部变更为应用化学科第二部。
- 1989年 最后一年招生、次年停止招生（正式停办于1992年3月31日[2]）。

## 学校环境
- 校区：在了群马县桐生市[注 1]

## 历任校长
- 西成甫：第一代短期大学校长[4]。
- 前川正：最后短期大学校长[5]。

## 组织

### 学科
- 应用化学科第二部
- 纤维工程学科第二部
- 机械工程学科第二部
- 电机工程学科第二部
- 工业化学科第二部

### 专科
| - 没有 |

### 业余课程
| - 没有 |

## 相关链接
- 日本短期大学列表
- 群马大学医疗技术短期大学部